# قوس هادريان (جرش)
قوس هارديان أو بوابة هادريان أو قوس النصر هو قوس نصر يعد من أشهر معالم مدينة جرش الأردنية. يقع في الجهة الجنوبية من المدينة، وهو بوابة ذات ثلاثة أقواس ارتفاعها الحالي 11 مترًا، أقيمت احتفاء بزيارة الإمبراطور الروماني هادريان للمدينة في شتاء سنة 129 ـ 130 م.
هذا القوس هو واحد من عدة أقواس نصر بُنيت على شرف الإمبراطور هادريان، وقد كان ارتفاعه عند إنشائه حوالي 22 مترًا، ويرجح أنه كان ذا أبواب خشبية، وتظهر فيه عناصر معمارية غير تقليدية ـ نبطية على الأرجح ـ من بينها زينة قواعد أعمدته، التي جُعلت تيجانها في أسافلها لا في أعاليها كما هو المعتاد.

## معرض صور

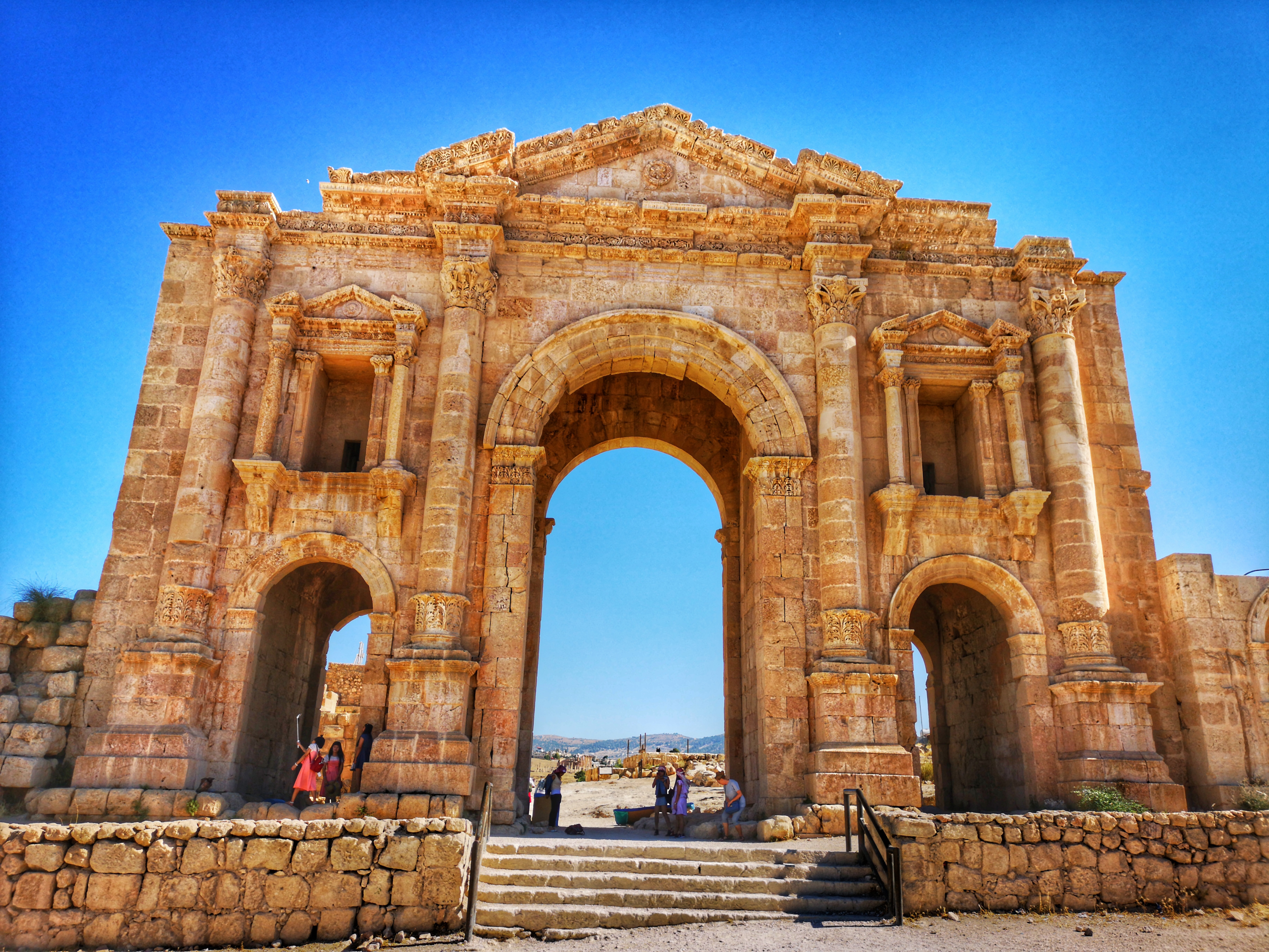
صورة توضيحية لقوس هادريان في (جرش)
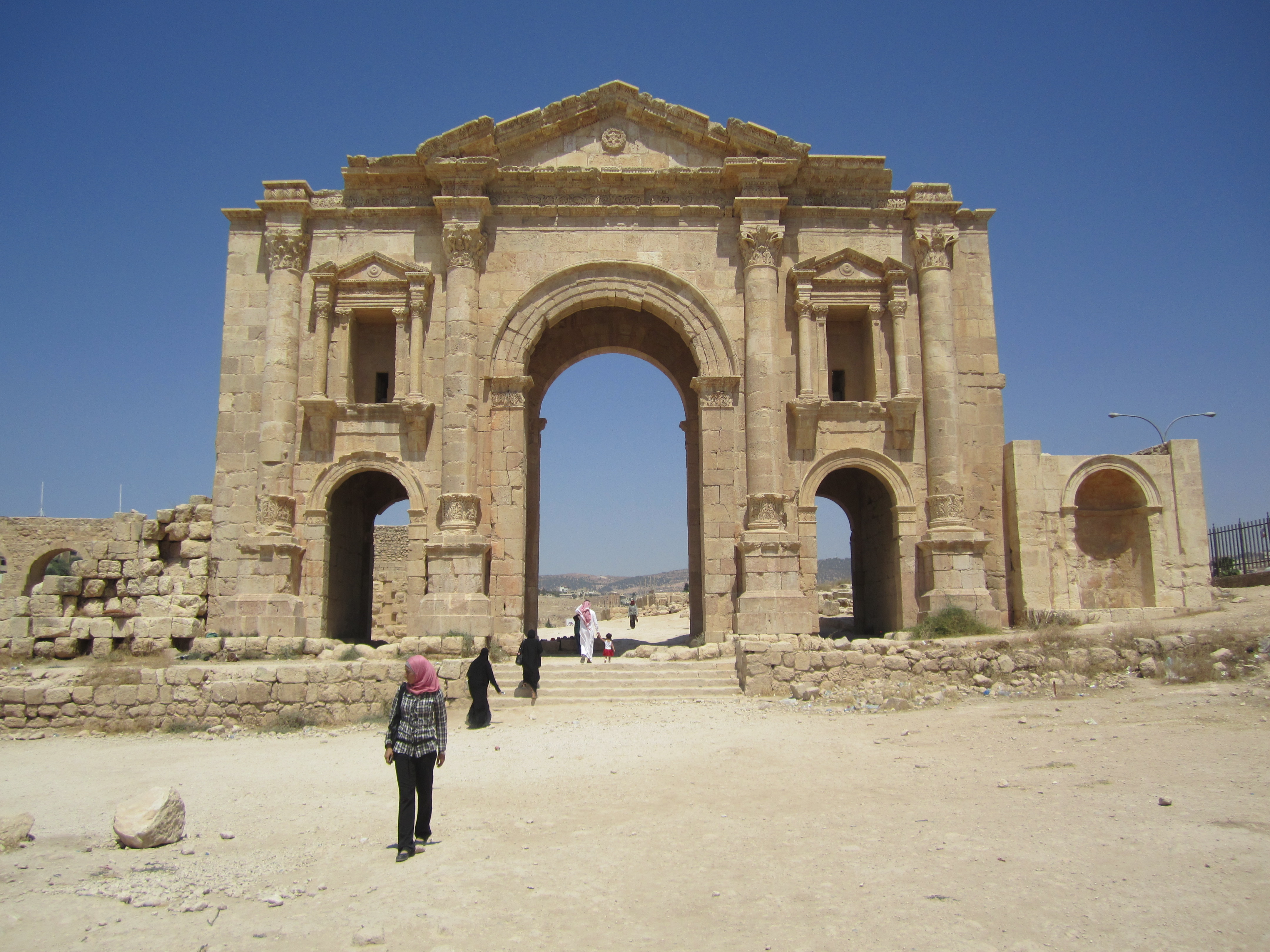
قوس هادريان
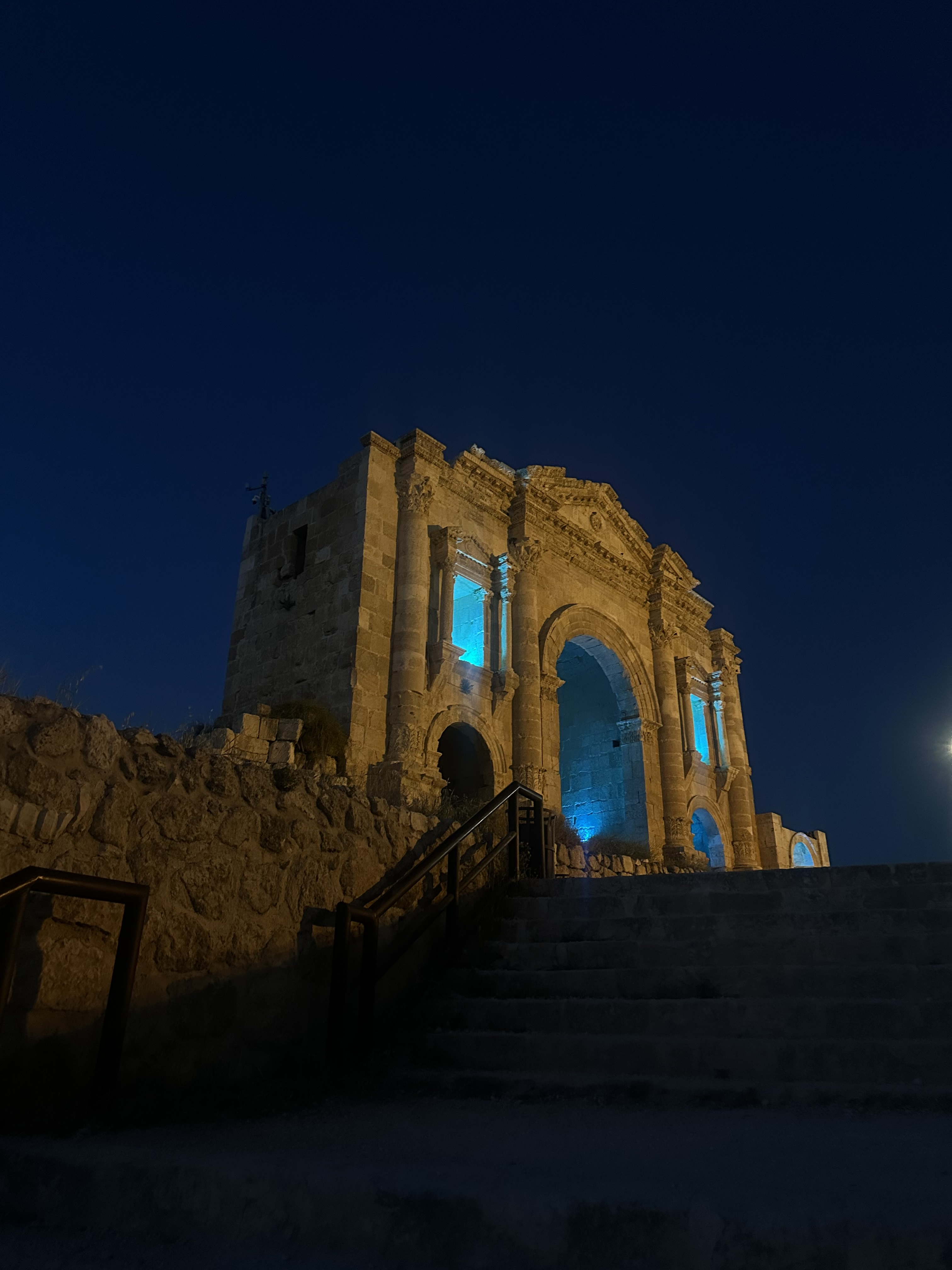
قوس هادريان.
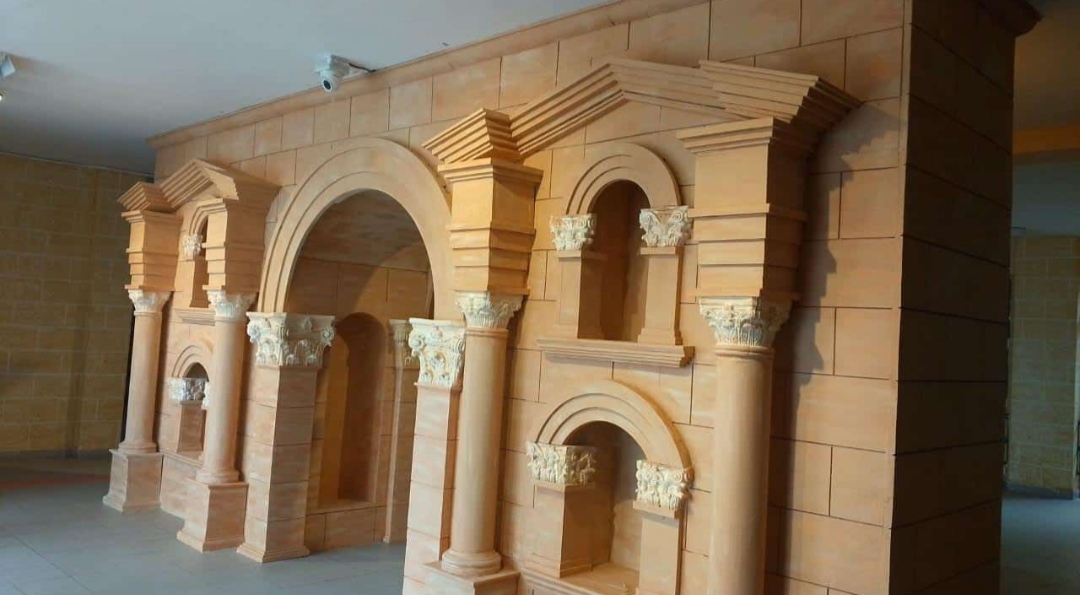
مجسم قوس هادريان في مدرس جرش للتميز